# Micral

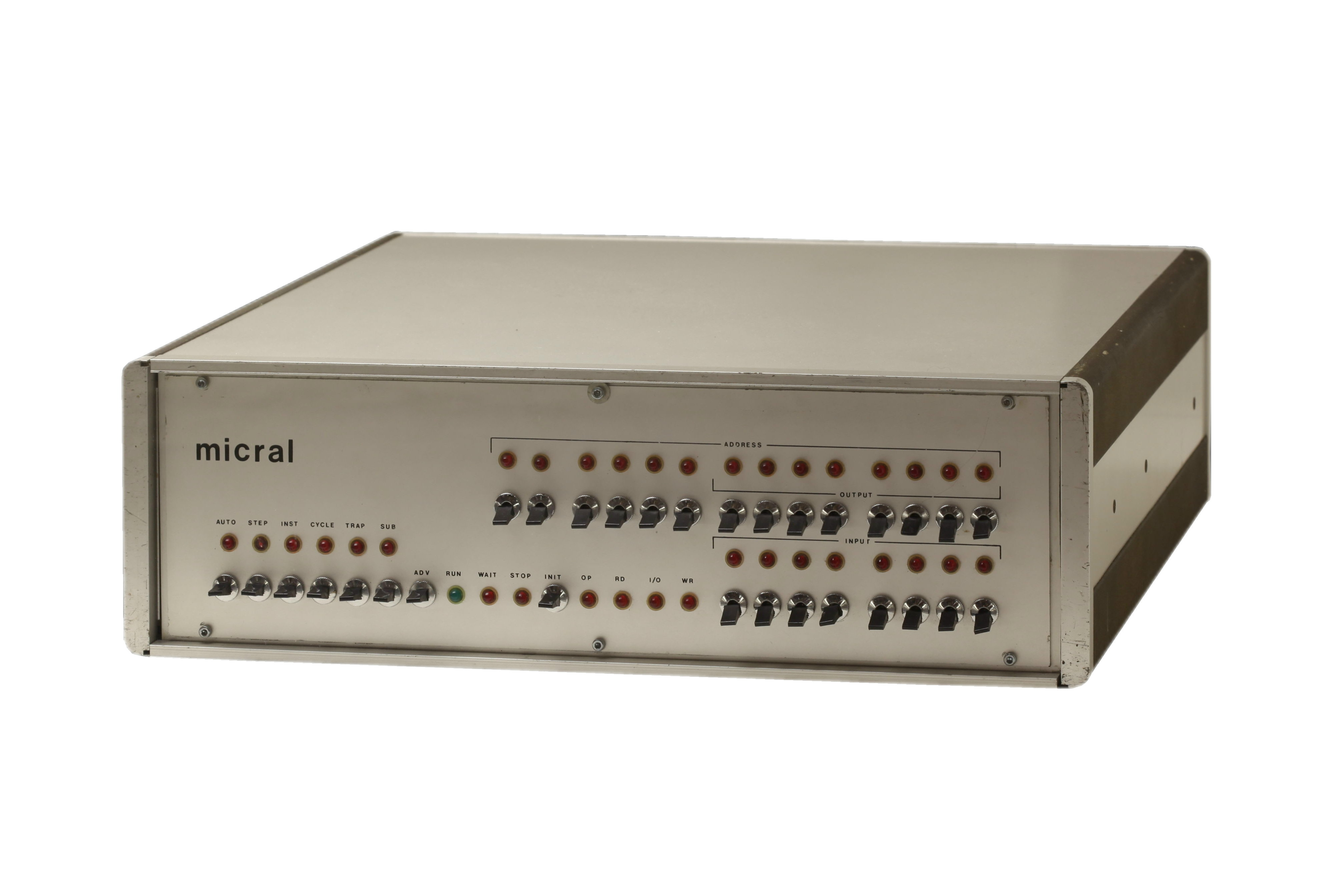
Micral N

Micral és una sèrie de microordinadors produïts per l'empresa francesa Réalisation d'Études Électroniques (R2E), la qual va començar amb el Micral N el 1973.
El 1986, tres jutges al Museu d'Ordinador, Boston –Steve Wozniak, dissenyador de l'Apple II i cofundador d'Apple Inc., David Bunnell, un dels primers empleats de MITS i editor de PC World, i Oliver Strimpel, director associat d'un museu i conservador d'art – van atorgar el títol de "primer ordinador personal en utilitzar un microprocessador" al Micral N de 1973.  Concretament, va ser el primer ordinador personal "comercial" (no venut en forma de kit) basat en un microprocessador (en aquest cas, l'Intel 8008).
Resumint: El Museu d'Història de l'Ordinador diu actualment que el Micral és el primer ordinador personal comercial.  Tot i que el Kenbak-1, inventat el 1971, abans del primer microprocessador, és considerat com el primer ordinador personal del món, aquella màquina no tenia un xip com a CPU (ja que no existia), en comptes d'això estava basat purament en una integració de xips TTL de petita escala.

## Història
André Truong Trong Thi (grau d'EFREI, París), fundador de R2E i un immigrant francès del Vietnam, va preguntar a François Gernelle per desenvolupar el Micral N per l'Institut Nacional de la Recherche Agronomique (INRA), començant el projecte el juny 1972. Alain Perrier d'INRA buscava un ordinador pel control de procés en les mides d'evapotranspiració de la seva collita. El programari va ser desenvolupat per Benchetrit. Beckmann Va dissenyar els taulers I/O i els controladors per emmagatzematge magnètic perifèric. Lacombe era responsable del sistema de memòria, el canal de velocitat alta de I/O, el subministrament de poder i el planell frontal. Gernelle va inventar el Micral N, el qual era molt més petit que els miniordinadors ja existents. El gener de 1974, el Manual d'Usuaris es referia a ell com "el primer d'una nova generació de mini-ordinadors dels quals la característica principal és el seu baix cost" i també deia que "l'ús principal de MICRAL és dins el control de procés. No apunta per ser un universal mini-ordinador."
L'ordinador pretenia ser llençat al mercat el desembre de 1972, i Gernelle, Lacombe, Benchetrit i Beckmann van haver de treballar 18 hores diaries en un celler en Châtenay-Malabry per tal d'acabar l'ordinador a temps. L'ordinador va ser basat en un Intel 8008 microprocessador amb una freqüència de 500 kHz. Va tenir un backplane bus anomenat Pluribus i tenia un connector de 74 pins. Així, es podien connectar 14 plaques al Pluribus i, amb dos Pluribus, el Micral N podia donar suport fins a 24 plaques. L'ordinador va utilitzar una memòria MOS en comptes d'una memòria de nucli. El Micral N podria donar suport paral·lel i serial d'entrada i sortida. Va tenir 8 nivells d'interrupció i memòria en pila. L'ordinador va ser programat amb cinta perforada, i va utilitzar un teletip (TTY) o mòdem per I/O. El planell frontal (plafó) de la màquina era opcional, oferint als clients l'opció de dissenyar la seva consola pròpia per concordar amb una aplicació particular. Finalmnet, l'ordinador va ser repartit a l'INRA el gener de 1973 i comercialitzat el febrer 1973 per aproximadament uns 1,750$ (8,500 FF), sent un cost eficaç que va permetre reemplaçar els miniordinadors.
De fet, INRA al principi planejava per utilitzar ordinadors PDP-8 pel control de procés, però el Micral N podria fer el mateix per una cinquena part del cost. Un lector de disc flexible va ser afegit al Micral el desembre 1973, seguint una ordre de la Commissariat à l'Energie Atomique. El 1974, el teclat i la pantalla van ser introduïts als ordinadors Micral. Un disc dur (primer fet per CAELUS, després per Diablo) va ser disponible el 1975 i, el1979, el Micral 8031 D va ser equipat amb un disc dur de 5 Megabytes fet per Shugart.

## Models posteriors
Seguint la introducció de l'Intel 8080 l'abril del 1974, R2E va introduir el segon i tercer model de Micra el Micral G i Micral S.
El novembre de 1975, R2E va signar amb Warner & Swasey Company com el fabricant exclusiu i comercialitzador de la línia de Micral als Estats Units i Canadà. R2E i Warner & Swasey van mostrar el sistema de microordinador múltiple Micral M el juny de 1976 a la Conferència Nacional d'Ordinadors. El Micral M consisteix en fins a vuit microordinadrs Micral S, cadascun amb la seva memòria local pròpia i compartint la memòria comuna així que la memòria local i comuna sembla un memòria monolítica per cada processador. Disposa d'un sistema operatiu de multiprocessador distribuït, el qual R2E va dir que estava basat en el compartir recursos comuns i administració de tasca a temps real.

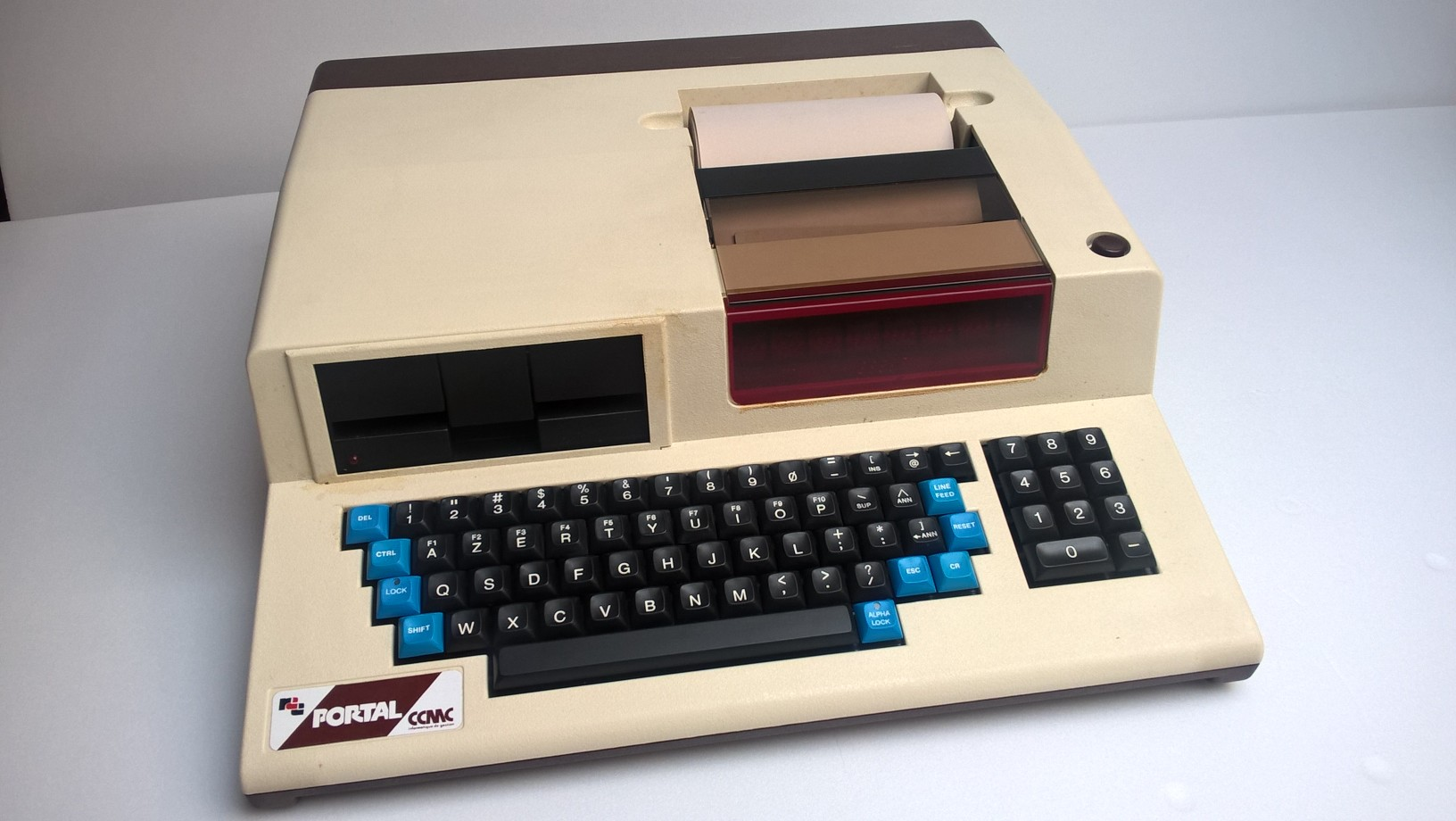
Portàtil Portal de R2E CCMC, del setembre 1980.

Després de la introducció al mercat del microprocessador Zilog Z80 al juliol 1976, va arribar el Micral CZ, basat en aquest microprocessador. El Micral C, una terminal de CRT intel·ligent dissenyada pel processament de paraules i tipografia automàtica, va ser introduït el juliol de 1977. El llenguatge d'aplicació empresarial (BAL) i FORTRAN eren compatibles. A l'octubre, R2E va instal·lar una filial americana, R2E d'Amèrica, dins Minneapolis. El Micral V Portable (1978) podia executar FORTRAN i assemblar sota el sistema operatiu Sysmic, o BAL. El sistema operatiu Sysmic original es va canviar el nom a Prologue el 1978. Prologue va poder arribar a realitzar multitasca en temps real i a ser un sistema multiusuari. R2E va oferir CP/M per a Micral C el 1979.
El microordinador Micral CCMC portàtil Portal va fer la seva aparició oficial el setembre de 1980 al saló SICOB de París. Va ser dissenyat i comercialitzat pel departament d'estudis i desenvolupaments de François Gernelle de la firma francesa R2E Micral a petició de l'empresa CCMC especialitzada en nòmina i comptabilitat. El Portal es va basar en un processador Intel 8085, de 8 bits, amb una velocitat de 2 MHz. Pesava 12 Kg i les seves dimensions eren de 45cm x 45cm x 15cm, proporcionava mobilitat total. El seu sistema operatiu era Prologue.
L'últim Micral dissenyat per François Gernelle va ser el 9020. El 1981, R2E va ser comprat per Groupe Bull. A partir del Bull Micral 30, que podia utilitzar tant Prologue com MS-DOS, Groupe Bull va transformar les computadores Micral en una linía d'ordinadors compatibles. François Gernelle va deixar Bull el 1983.

## Gamma Micral

### Època R2E
- 1973: Micral N, primer microordinador del món construït per François Gernelle[17]
- 1974: Micral S, amb un processador Intel 8080, 8 bits, 1 MHz, 16 kb de RAM[18]
- 1974: Micral S, amb un processador Intel 8080, 8 bits[19]
- 1976: Micral M,  Sistema distribuït, Intel 8080, 8 bits[20]
- 1977: Micral C, amb un processador Intel 8080, 8 bits, 28 kb de RAM, pantalla integrada, unitat de disquet  5¼ polzades × 2[21]
- 1978: Micral V, amb un processador Intel 8080, 8 bits, 28 kb de RAM, portàtil[22]

### Era Bull-Micral
- 1979: Micral 80-30, amb un processador Zilog Z80, 8 bits
- 1980: Micral 80-20, amb un processador Zilog Z80A, 8 bits, CPU a 8 MHz
- 1980: Portal, amb un processador Intel 8085 de 8 bits, CPU a 8 MHz
- 1981: Micral P2, amb un processador Zilog Z80, 8 bits, CPU a 8 MHz, 28 kb de RAM
- 1981: Micral X, amb processador Zilog Z80, 8 bits a 8 MHz, disc dur extraïble (CII Honeywell Bull D140)[23]
- 1983: Micral 90-20, amb un processador Intel 8088 de 16 bits, CPU a 8 MHz
- 1983: Micral 90-50, amb un processador Intel 8086 de 16 bits, CPU a 8 MHz, 28 kb de RAM[24]

### PC compatibles
- 1985: Bull Micral 30, amb un processador Intel 8088 a 8 MHz,  PC-XT compatible
- 1986: Bull Micral 60, amb un processador Intel 80286 a 8 MHz, PC-AT compatible
- 1986: Bull Micral 35, amb un processador Intel 80286 a 8 MHz
- 1987: Bull Micral 40, amb processador Intel 80286 a 8 MHz
- 1988: Bull Micral 45, amb un processador Intel 80286 a 8 MHz
- 1988: Bull Micral 65, amb un processador Intel 80286 a 8 MHz
- 1988: Bull Micral 75, amb un processador Intel 80386 a 8 MHz

- 1988: Bull Micral adjunt, amb processador Intel 8086 a 6 MHz, portàtil
- 1989: Bull Micral 200, amb un processador Intel 80286 a 6 MHz,
- 1989: Bull Micral 600, amb processador Intel 80386 a 6 MHz,

El 1989, Bull va comprar el fabricant Zenith Data Systems. A partir de llavors, la gamma de PC compatibles va rebre la marca "Zenith".

## Llegat
R2E va vendre prop de 90.000 unitats de Micral que es van utilitzar principalment en aplicacions verticals, com ara cabines de peatge de carreteres i control de processos.
Després de litigis, Truong va començar a afirmar que solament ell havia inventat el primer ordinador personal. Els tribunals no van jutjar a favor de Truong, que va ser declarat "l'home de negocis, però no l'inventor", donant al 1998 l'únic reclam com a inventor del primer ordinador personal a Gernelle i l'equip d'enginyeria R2E.
A mitjans dels anys setanta, Philippe Kahn treballava com programador a Micral. Més tard, Kahn va dirigir Borland, que va llançar el Turbo Pascal i el Sidekick el 1983.
Paul G. Allen, cofundador de Microsoft amb Bill Gates, va comprar un Micral N per l'arrendatari Rouillac al Castell d'Artigny a França, l'11 de juny de 2017 pel seu museu de Seattle Living Computers: Museum + Labs.